# Sokolite
Sokolite (Bulgaars: Соколите) is een dorp in Bulgarije, gelegen in de gemeente Tsjernootsjene in de oblast Kardzjali. Het dorp ligt 22 km ten noorden van de stad Kardzjali en 182 km ten zuidoosten van de hoofdstad Sofia.

## Bevolking
In de eerste volkstelling van 1934 registreerde het dorp 429 inwoners. In 1956 bereikte het inwonersaantal een hoogtepunt met 583 inwoners. Sindsdien loopt het inwonersaantal in een rap tempo terug. Op 31 december 2019 telde het dorp 50 inwoners.
Van de 60 inwoners reageerden er 57 op de optionele volkstelling van 2011. Alle 57 respondenten identificeerden zichzelf als Bulgaarse Turken (100%).
Van de 60 inwoners in februari 2011 werden geteld, waren er 5 jonger dan 15 jaar oud (8,3%), gevolgd door 39 personen tussen de 15-64 jaar oud (65%) en 16 personen van 65 jaar of ouder (26,7%).